# Rai Radio 2
Rai Radio 2 (Rai Radio Due) – włoska rozgłośnia radiowa należącą do publicznej grupy medialnej RAI. Stacja, założona w 1938 roku w Turynie, specjalizuje się w nadawaniu muzyki popularnej oraz produkowaniu własnych słuchowisk. 
Obecnie Rai Radio Due jest najbardziej popularną stacją radiową we Włoszech. Do najbardziej popularnych audycji zalicza się Viva Radio 2, prowadzona przez znanego włoskiego komika oraz komedianta, Marco Baldiniego. Inne popularne programy to np. Il ruggito del coniglio, Caterpillar oraz słuchowisko Condor. Rozgłośnia, podobnie jak Rai Radio 1 i Rai Radio 3, posiada własny kanał informacyjny Giornale Radio RAI (GRR), pod nazwą GR2.